# Chrysler TC by Maserati
La Chrysler TC by Maserati (« TC » pour Touring Convertible) est une voiture cabriolet développée par le constructeur italien Maserati pour l'Américain Chrysler. Elle a été présentée en 1986 au salon de l'automobile de Los Angeles. La TC sera disponible à la vente fin 1989 et 7 300 exemplaires seront produits à Milan, Italie jusqu'à l'arrêt de la production en 1990.

## Développement

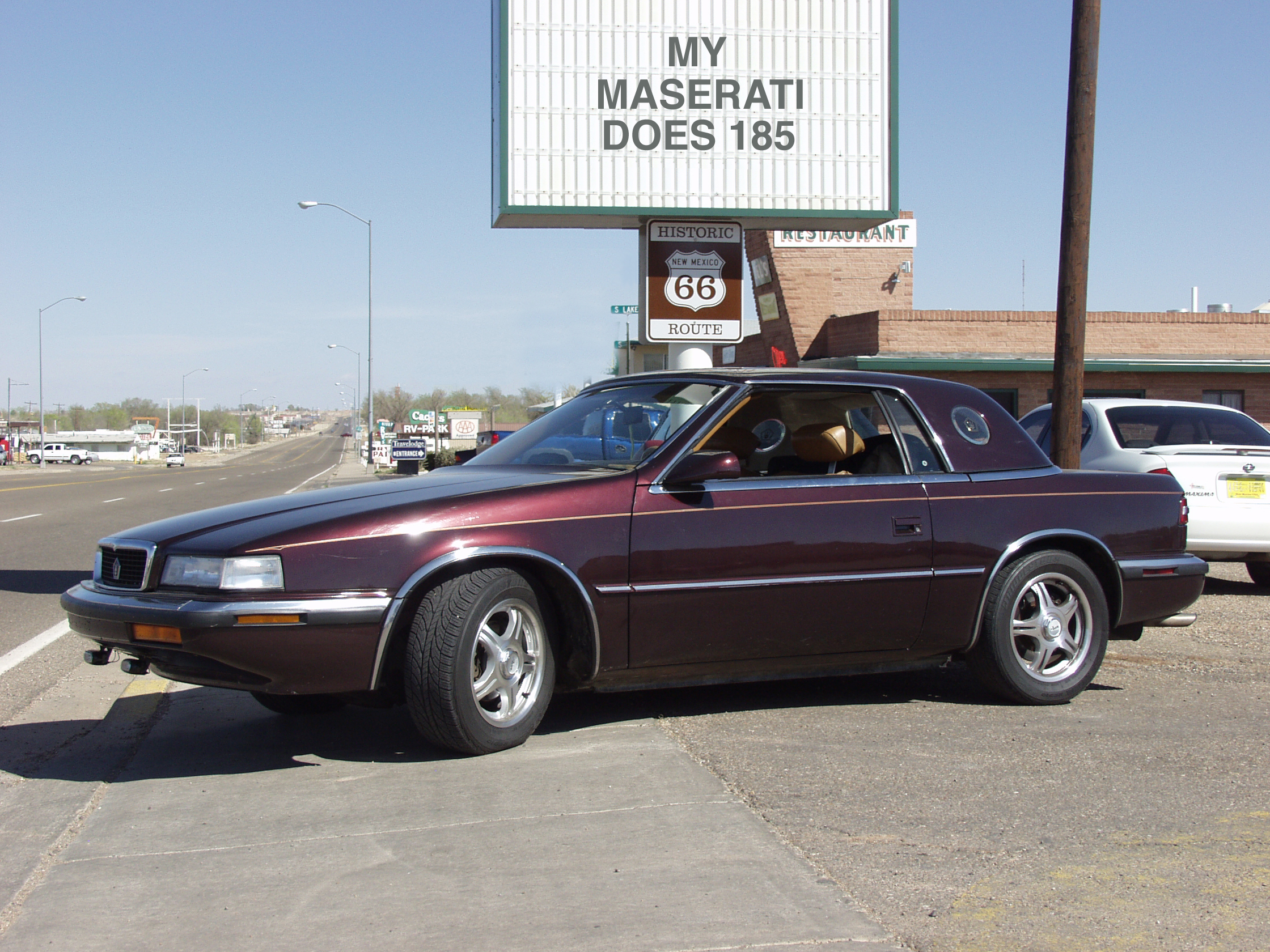
Modèle équipé d'un hardtop

La Chrysler TC est née des relations qui existaient entre Alejandro de Tomaso, qui est alors chez Ford, qui a conduit à la De Tomaso Pantera et Lee Iacocca. Au cours des années 1980, Iacocca avait pris la présidence de la marque Chrysler alors en difficulté tandis que De Tomaso était propriétaire de la marque historique Maserati. L'objectif recherché par Lee Iacocca était de doper la marque américaine par l'adjonction de composants et du savoir-faire italien. En 1984, les deux sociétés ont signé un protocole d'entente pour créer un coupé sport, qui est finalement devenu la TC. Chrysler est également devenu un investisseur de Maserati au cours de cette période. En 1985, Lee Iacocca a déclaré que le "Q-coupé" prévu serait la plus jolie italienne à arriver aux États-Unis depuis que sa mère a immigré. De multiples évolutions du cahier des charges rendirent le développement du modèle long et fastidieux.
La TC de 1989 utilisait un moteur turbocompressé Daytona (d'origine Chrysler donc) de 2,2 L pour une puissance de 160 ch (119 kW; 162 ch). Cette version à intercooler, connue sous le nom de Turbo II, était couplée à une boîte-pont automatique à trois vitesses A413. Le Turbo II a été remplacé par un moteur V6 Mitsubishi de 3,0 L de 141 ch (105 kW; 143 ch) pour les années modèle 1990 et 1991, la boîte-pont automatique étant mise à niveau vers une unité A604 à quatre vitesses.
500 voitures ont été construites avec une transmission optionnelle composée d'une transmission manuelle Getrag et d'une version à 16 soupapes du moteur 2,2 L. Ce moteur est souvent appelé moteur "Maserati" car il a été construit par Maserati et possède un couvercle de soupape en fonte de marque Maserati.
La culasse et les soupapes du moteur Maserati de 2,2 L et 200 ch (149 kW; 203 ch) était produite en Angleterre par Cosworth et finie en Italie par Maserati. Les pistons provenaient de Mahle GmbH en Allemagne. Les arbres à cames été conçus par Crane Cams, basée en Floride, et été fabriqués par Maserati à Modène. Le moteur "Maserati" utilisait un bloc 2.2 spécialement conçu, un vilebrequin et des bielles améliorés. Un turbocompresseur japonais provenait d'IHI. Le reste du moteur utilisait des pièces du moteur Turbo II courants fabriquées aux États-Unis.
La plate-forme de la TC était basée sur un châssis raccourci de la Dodge Daytona avec suspension et essieux du modèle d'origine (à l'exception de la boîte Getrag à 5 vitesses avec moteur "Maserati"). La carrosserie été réalisée par Innocenti, filiale de De Tomaso. Les jambes de force et les amortisseurs été spécialement conçus pour la voiture par Fichtel et Sachs, et un système de freinage antiblocage Teves était standard. Les roues spéciales été fabriquées en Italie par le fournisseur de Formule 1, Fondmetal.
Bob Lutz, directeur de Chrysler, a déclaré que la TC a coûté près de 600 millions de dollars à Chrysler. Autrement dit, le coût de production de chacune des 7300 TC était d'environ 80 000 $ en dollars de 1990.

## Caractéristiques
La TC comportait un toit rigide amovible avec des fenêtres d'opéra circulaires en verre biseauté avec un système de verrouillage à six points, et un toit convertible à commande manuelle doublé de tissu qui était disponible en beige ou noir. Pour l'année modèle 1989, les couleurs du cuir intérieures étaient le roux ou le bordeaux. Les couleurs extérieures disponibles étaient le jaune, le rouge ou le cabernet. L'intérieur bordeaux n'était disponible qu'avec l'extérieur cabernet, tous deux abandonnés en 1990 lorsque des couleurs extérieures noir et blanc ont été ajoutées avec un intérieur en cuir noir.
Le tableau de bord, les panneaux de porte, les sièges, les accoudoirs et les panneaux de carénage arrière de la TC étaient recouverts de cuir italien cousu à la main. Les montants de porte intérieurs été finis avec des panneaux et des plaques de seuil en acier inoxydable. Le coffre convertible, sur lequel repose le toit rigide, est un panneau métallique couleur carrosserie. Un compartiment spécial de rangement intérieur était livré avec un parapluie, une trousse à outils et un petit pneu de secours qui permettait l'utilisation du coffre de grande taille même avec le toit en bas. L'équipement standard comprenait un lecteur cassette avec stéréo AM / FM Infinity à 10 haut-parleurs, vitres électriques, sièges électriques à 6 réglages, verrouillage électrique des portières et du coffre, lumières pour lecture de carte, régulateur de vitesse et volant inclinable.
La seule option à coût supplémentaire disponible pour la TC était un lecteur CD qui était un accessoire branché à la chaîne stéréo AM / FM Infinity standard. Toutes les alternatives de transmission étaient des options gratuites.
La TC construite la plus rare était une «commande spéciale» à la fin du cycle de production pour un cadre de Chrysler. Elle était blanche avec un intérieur bordeaux et le moteur Maserati 16V, la seule voiture de 1991 à avoir cette couleur intérieure ou ce moteur.

## Production et prix
Production totale et prix de base pour chaque année modèle. La TC été vendue par seulement 300 concessionnaires Chrysler sélectionnés.
| Année modèle | Production | Prix de base (USD) |
| ------------ | ---------- | ------------------ |
| 1989         | 3,764      | 33 000 $           |
| 1990         | 1,900      | 35 000 $           |
| 1991         | 1,636      | 37 000 $           |

## Compétition
Au cours des trois ans de la TC, General Motors offrait jusqu'à deux roadsters de luxe. La Cadillac Allanté (1987-1993), dont le prix était beaucoup plus élevé que la TC, et la Buick Reatta (1990-1991), dont le prix était semblable à la TC. L'Allanté était également de conception italienne et partiellement fabriquée à la main.
L'Allanté était propulsé par un moteur V8 de 4,5 L développant 200 ch (149 kW; 203 ch) au cours des années où la TC été vendue (1989-1991) avec assemblage final aux États-Unis, après que les carrosseries construites en Italie aient été expédiées via un fret aérien spécial, tandis que la Reatta était un roadster à moteur V6 de 3,8 L développant 170 ch (127 kW; 172 ch).

## Critique et conséquences
L'idée originale de combiner un moteur Chrysler avec une carrosserie Maserati a été considérée par certains journalistes automobiles comme «prenant le pire de chaque partenaire». La presse critiquait la Chrysler TC, observant sa similitude avec le cabriolet Chrysler LeBaron GTC qui coûtait beaucoup moins cher. Lee Iacocca cherchait des méthodes rapides pour redynamiser la marque sur son marché. Bien que la TC devait réaliser des ventes annuelles comprises entre 5 000 et 10 000 unités, elle s'est très mal vendue en raison de son prix élevé, entre autres facteurs tels que le manque de choix de couleurs extérieures et des performances non différenciées. Trop peu d'éléments de différenciation entre la Maserati TC et la Chrysler LeBaron, et un retard de lancement firent de ce modèle un échec. Un expert sur les Chrysler TC affirme que le constructeur automobile, sous Iacocca, a investi des millions dans Maserati, "mais la société italienne n'a tout simplement pas livré comme promis" et le marché automobile avait changé au moment où les voitures ont été livrées.
Après la production de la TC, Chrysler et Maserati ont finalement eu un propriétaire commun, après le rachat de Maserati par Fiat en 1993, puis son rachat de Chrysler en 2009.

## Versions
- 2,2 L, 4-cylindres, 8 soupapes, turbo intercooler (origine Chrysler), 160 ch, boîte automatique à trois rapports ;
- 2,2 L, 4-cylindres, 16 soupapes, double arbre, turbo intercooler (origine Chrysler, culasse Cosworth + Maserati), 200 ch, boîte manuelle Getrag à cinq rapports ;
- 3 L V6, 12 soupapes, 141 ch, boîte automatique à quatre rapports (origine Mitsubishi)